# Tinta negra mole
Tinta negra mole är en blå druva som främst används för framställning av madeiravin sedan vinlusen förstört de klassiska madeiradruvorna sercial, bual, verdelho och malvasia som alla är gröna. Den är tålig mot sjukdomar och ger högre avkastning men sämre kvalitet än de klassiska druvorna. En orsak till det är att den skördas med mycket större uttag än de klassiska. Tinta negra moles viner har en djupröd färg som unga, men övergår när de mognat till gulbrunt.
Utöver till madeira används druvan till framställning av enkla, alkoholstarka, mjuka rödviner i portugisiska Algarve.